# Seznam dílů seriálu Prázdniny
Toto je seznam dílů seriálu Prázdniny. Slovenský komediální televizní seriál Prázdniny měl premiéru na stanici JOJ. 

## Přehled řad
| Řada    | Díly | Vysíláno na JOJ   | Vysíláno na JOJ   | Vysíláno na JOJ Family | Vysíláno na JOJ Family | Vysíláno na Primě | Vysíláno na Primě |
| Řada    | Díly | První díl         | Poslední díl      | První díl              | Poslední díl           | První díl         | Poslední díl      |
| ------- | ---- | ----------------- | ----------------- | ---------------------- | ---------------------- | ----------------- | ----------------- |
| 1       | 10   | 18. ledna 2017    | 22. března 2017   | 18. ledna 2017         | 22. března 2017        | 28. června 2017   | 16. srpna 2017    |
| 2       | 10   | 21. února 2018    | 23. března 2018   | 5. září 2018           | 7. listopadu 2018      | nebylo vysíláno   | nebylo vysíláno   |
| Speciál | 1    | 19. prosince 2018 | 19. prosince 2018 | 24. prosince 2018      | 24. prosince 2018      | nebylo vysíláno   | nebylo vysíláno   |
| 3       | 10   | 5. března 2019    | 7. května 2019    | nebylo vysíláno        | nebylo vysíláno        | nebylo vysíláno   | nebylo vysíláno   |
| 4       | 10   | 2. září 2020      | 4. listopadu 2020 | nebylo vysíláno        | nebylo vysíláno        | nebylo vysíláno   | nebylo vysíláno   |

## Seznam dílů

### První řada (2017)
| Č. v seriálu | Č. v řadě | Původní název                      | Český název                     | Režie           | Scénář                              | Premiéra na JOJ | Premiéra na JOJ Family | Premiéra na Primě |
| ------------ | --------- | ---------------------------------- | ------------------------------- | --------------- | ----------------------------------- | --------------- | ---------------------- | ----------------- |
| 1            | 1         | Ide sa na chalupu!                 | Jede se na chalupu!             | Ivan Predmerský | Kristína Cibulková a Stano Guštafík | 18. ledna 2017  | 18. ledna 2017         | 28. června 2017   |
| 2            | 2         | Operácia: Mobily                   | Operace: Mobily                 | Ivan Predmerský | Kristína Cibulková a Stano Guštafík | 25. ledna 2017  | 25. ledna 2017         | 5. července 2017  |
| 3            | 3         | Výstup na vyhliadku                | Výstup na vyhlídku              | Ivan Predmerský | Kristína Cibulková a Stano Guštafík | 1. února 2017   | 1. února 2017          | 12. července 2017 |
| 4            | 4         | Myjavská tragula                   | Myjavská kára                   | Ivan Predmerský | Kristína Cibulková aStano Guštafík  | 8. února 2017   | 8. února 2017          | 19. července 2017 |
| 5            | 5         | Ploštice a lángoše                 | Štěnice a langoše               | Ivan Predmerský | Kristína Cibulková a Stano Guštafík | 15. února 2017  | 15. února 2017         | 26. července 2017 |
| 6            | 6         | Karma je sviňa!                    | Karma je svině!                 | Ivan Predmerský | Kristína Cibulková a Stano Guštafík | 22. února 2017  | 22. února 2017         | 2. srpna 2017     |
| 7            | 7         | To neurobíš!                       | To neuděláš!                    | Ivan Predmerský | Kristína Cibulková a Stano Guštafík | 1. března 2017  | 1. března 2017         | 9. srpna 2017     |
| 8            | 8         | Letná škola                        | Letní škola                     | Ivan Predmerský | Kristína Cibulková a Stano Guštafík | 8. března 2017  | 8. března 2017         | 9. srpna 2017     |
| 9            | 9         | Kuny a bikiny                      | Kuny a bikiny                   | Ivan Predmerský | Kristína Cibulková a Stano Guštafík | 15. března 2017 | 15. března 2017        | 16. srpna 2017    |
| 10           | 10        | Všade dobre, na chalupe najlepšie! | Všude dobře, na chalupě nejlíp! | Ivan Predmerský | Kristína Cibulková a Stano Guštafík | 22. března 2017 | 22. března 2017        | 16. srpna 2017    |

### Druhá řada (2018)
| Č. v seriálu | Č. v řadě | Původní název        | Český název          | Režie           | Scénář                              | Premiéra na JOJ | Premiéra na JOJ Family | Premiéra na Primě |
| ------------ | --------- | -------------------- | -------------------- | --------------- | ----------------------------------- | --------------- | ---------------------- | ----------------- |
| 11           | 1         | Už aby sme tam boli! | Už abychom tam byli! | Ivan Predmerský | Kristína Cibulková a Stano Guštafík | 21. února 2018  | 5. září 2018           | nebylo vysíláno   |
| 12           | 2         | Starostov pohár      | Starostův pohár      | Ivan Predmerský | Kristína Cibulková a Stano Guštafík | 23. února 2018  | 12. září 2018          | nebylo vysíláno   |
| 13           | 3         | Divoká jazda         | Divoká jízda         | Ivan Predmerský | Kristína Cibulková a Stano Guštafík | 28. února 2018  | 19. září 2018          | nebylo vysíláno   |
| 14           | 4         | Cyklovýlet           | Cyklovýlet           | Ivan Predmerský | Kristína Cibulková a Stano Guštafík | 2. března 2018  | 26. září 2018          | nebylo vysíláno   |
| 15           | 5         | Výlet so susedom     | Výlet se sousedem    | Ivan Predmerský | Kristína Cibulková a Stano Guštafík | 7. března 2018  | 3. října 2018          | nebylo vysíláno   |
| 16           | 6         | Strejda              | Strejda              | Ivan Predmerský | Kristína Cibulková a Stano Guštafík | 9. března 2018  | 10. října 2018         | nebylo vysíláno   |
| 17           | 7         | Kurz prežitia        | Kurz přežití         | Ivan Predmerský | Kristína Cibulková a Stano Guštafík | 14. března 2018 | 17. října 2018         | nebylo vysíláno   |
| 18           | 8         | Megalode             | Megalodě             | Ivan Predmerský | Kristína Cibulková a Stano Guštafík | 16. března 2018 | 24. října 2018         | nebylo vysíláno   |
| 19           | 9         | Nepozvaná návšteva   | Nepozvaná návštěva   | Ivan Predmerský | Kristína Cibulková a Stano Guštafík | 21. března 2018 | 31. října 2018         | nebylo vysíláno   |
| 20           | 10        | Kukuričné deti       | Kukuřičné děti       | Ivan Predmerský | Kristína Cibulková a Stano Guštafík | 23. března 2018 | 7. listopadu 2018      | nebylo vysíláno   |

### Vánoční speciál (2018)
Hned po výrobě druhé řady začala JOJ připravovat speciální zimní díl.
| Č. v seriálu | Č. v řadě | Původní název          | Český název           | Režie           | Scénář                              | Premiéra na JOJ   | Premiéra na JOJ Family | Premiéra na Primě |
| ------------ | --------- | ---------------------- | --------------------- | --------------- | ----------------------------------- | ----------------- | ---------------------- | ----------------- |
| 21           | –         | Vianočné dobrodružstvo | Vánoční dobrodružství | Ivan Predmerský | Kristína Cibulková a Stano Guštafík | 19. prosince 2018 | 24. prosince 2018      | nebylo vysíláno   |

### Třetí řada (2019)
| Č. v seriálu | Č. v řadě | Původní název                         | Český název                           | Režie           | Scénář                              | Premiéra na JOJ | Premiéra na JOJ Family | Premiéra na Primě |
| ------------ | --------- | ------------------------------------- | ------------------------------------- | --------------- | ----------------------------------- | --------------- | ---------------------- | ----------------- |
| 22           | 1         | Jeden za všetkých, všetci za jedného! | Jeden za všechny, všichni za jednoho! | Ivan Predmerský | Kristína Cibulková a Stano Guštafík | 5. března 2019  | nebylo vysíláno        | nebylo vysíláno   |
| 23           | 2         | Votrelec v senníku a šmykľavka        | Vetřelec v seníku a skluzavka         | Ivan Predmerský | Kristína Cibulková a Stano Guštafík | 12. března 2019 | nebylo vysíláno        | nebylo vysíláno   |
| 24           | 3         | Novozélandská farma                   | Novozélandská farma                   | Ivan Predmerský | Kristína Cibulková a Stano Guštafík | 19. března 2019 | nebylo vysíláno        | nebylo vysíláno   |
| 25           | 4         | Plavba po Baťovom kanáli              | Plavba po Baťově kanálu               | Ivan Predmerský | Kristína Cibulková a Stano Guštafík | 26. března 2019 | nebylo vysíláno        | nebylo vysíláno   |
| 26           | 5         | Sajgon                                | Sajgon                                | Ivan Predmerský | Kristína Cibulková a Stano Guštafík | 2. dubna 2019   | nebylo vysíláno        | nebylo vysíláno   |
| 27           | 6         | Lišák sa vracia                       | Lišák se vrací                        | Ivan Predmerský | Kristína Cibulková a Stano Guštafík | 9. dubna 2019   | nebylo vysíláno        | nebylo vysíláno   |
| 28           | 7         | Cesta Lopúchovým lesom                | Cesta lopuchový lesem                 | Ivan Predmerský | Kristína Cibulková a Stano Guštafík | 16. dubna 2019  | nebylo vysíláno        | nebylo vysíláno   |
| 29           | 8         | Honba za pokladom                     | Honba za pokladem                     | Ivan Predmerský | Kristína Cibulková a Stano Guštafík | 23. dubna 2019  | nebylo vysíláno        | nebylo vysíláno   |
| 30           | 9         | Horí!                                 | Hoří!                                 | Ivan Predmerský | Kristína Cibulková a Stano Guštafík | 30. dubna 2019  | nebylo vysíláno        | nebylo vysíláno   |
| 31           | 10        | Sme v tom nevinne!                    | Sme v tom nevinne!                    | Ivan Predmerský | Kristína Cibulková a Stano Guštafík | 7. května 2019  | nebylo vysíláno        | nebylo vysíláno   |

### Čtvrtá řada (2020)
| Č. v seriálu | Č. v řadě | Původní název              | Český název              | Režie           | Scénář                              | Premiéra na JOJ   | Premiéra na JOJ Family | Premiéra na Primě |
| ------------ | --------- | -------------------------- | ------------------------ | --------------- | ----------------------------------- | ----------------- | ---------------------- | ----------------- |
| 32           | 1         | Všetko je inak!            | Všechno je jinak!        | Ivan Predmerský | Kristína Cibulková a Stano Guštafík | 2. září 2020      | nebylo vysíláno        | nebylo vysíláno   |
| 33           | 2         | Tante Oľga                 | Tante Olga               | Ivan Predmerský | Kristína Cibulková a Stano Guštafík | 9. září 2020      | nebylo vysíláno        | nebylo vysíláno   |
| 34           | 3         | Pán učiteľ                 | Pan učitel               | Ivan Predmerský | Kristína Cibulková a Stano Guštafík | 16. září 2020     | nebylo vysíláno        | nebylo vysíláno   |
| 35           | 4         | Päť kopaničiarskych živlov | Pět kopaničářských živlů | Ivan Predmerský | Kristína Cibulková a Stano Guštafík | 23. září 2020     | nebylo vysíláno        | nebylo vysíláno   |
| 36           | 5         | Lennon a prívesok          | Lennon a přívěsek        | Ivan Predmerský | Kristína Cibulková a Stano Guštafík | 30. září 2020     | nebylo vysíláno        | nebylo vysíláno   |
| 37           | 6         | Miňo a Marcel              | Miňo a Marcel            | Ivan Predmerský | Kristína Cibulková a Stano Guštafík | 7. října 2020     | nebylo vysíláno        | nebylo vysíláno   |
| 38           | 7         | Kutálej súdek!             | Kutalej sud!             | Ivan Predmerský | Kristína Cibulková a Stano Guštafík | 14. října 2020    | nebylo vysíláno        | nebylo vysíláno   |
| 39           | 8         | Lišák sa žení              | Lišák se žení            | Ivan Predmerský | Kristína Cibulková a Stano Guštafík | 21. října 2020    | nebylo vysíláno        | nebylo vysíláno   |
| 40           | 9         | Ondro a Lily               | Ondra a Lily             | Ivan Predmerský | Kristína Cibulková a Stano Guštafík | 28. října 2020    | nebylo vysíláno        | nebylo vysíláno   |
| 41           | 10        | Stratený kľúč              | Ztracený klíč            | Ivan Predmerský | Kristína Cibulková a Stano Guštafík | 4. listopadu 2020 | nebylo vysíláno        | nebylo vysíláno   |